# Louis-Madeleine-Clair-Hippolyte Gaulthier de Rumilly
Pour les articles homonymes, voir Gaulthier.
Louis-Madeleine-Clair-Hippolyte Gaulthier de Rumilly, né le 8 décembre 1792 à Paris et mort le 30 janvier 1884 à Paris, est un avocat et homme politique français.

## Biographie

### Un avocat libéral
Appartenant à une famille légitimiste, il suivit de bonnes études faites au lycée Napoléon, puis à l'École de droit, et entra de bonne heure dans le parti libéral, s'inscrivit en 1813 au barreau de Paris, parut comme défenseur, sous la Restauration, dans plusieurs causes politiques célèbres, notamment dans l'affaire des quatre sergents de La Rochelle, et fut souvent l'avocat du Censeur européen, dont Charles Comte et Dunoyer étaient les principaux rédacteurs.

### Carrière politique
Gaulthier de Rumilly se fixa ensuite, dans le département de la Somme et s'occupa  activement de politique. 

#### Député de l'Opposition dynastique
Il y était, en 1830, un des chefs les plus écoutés du parti constitutionnel. Il applaudit à la révolution de juillet 1830, ainsi qu'à l'avènement de Louis-Philippe ; mais il ne tarda pas à se prononcer contre la ligne de conduite suivie par le nouveau gouvernement. Après une tentative infructueuse comme candidat à la Chambre des députés, le 3 juillet 1830, au collège de département de la Somme, Gauthier de Rumilly entra au Parlement le 28 octobre de la même année, comme député de la Somme. Il prit place dans l'opposition dynastique, obtint sa réélection le 5 juillet 1831.
En 1834, Gauthier de Rumilly fut remplacé par Blin de Bourdon, légitimiste. Il reparut à la Chambre comme député de la 2e circonscription de la Somme (Amiens), le 4 novembre 1837, reprit sa place dans les rangs de l'opposition. Il fut réélu, le 2 mars 1839, le 9 juillet 1842 et le 1er août 1846.

#### Député conservateur sous la Seconde République
Après la Révolution française de 1848, il fut élu, le 23 avril, représentant de la Somme à l'Assemblée constituante. Il fit partie du comité des finances et vota généralement avec les conservateurs. En avril 1849, il fut compris parmi les conseillers d'État nommés par l'Assemblée, et, le 20 du même mois, il donna sa démission de représentant. Maintenu dans ses fonctions par la Législative, il les conserva jusqu'au coup d'État du 2 décembre 1851. 
Son opposition à cet acte le fit rentrer alors dans la vie privée. Il quitta même le conseil général de la Somme, dont il était membre depuis 1843, et se tint à l'écart de la politique pendant toute la durée de l'Empire.

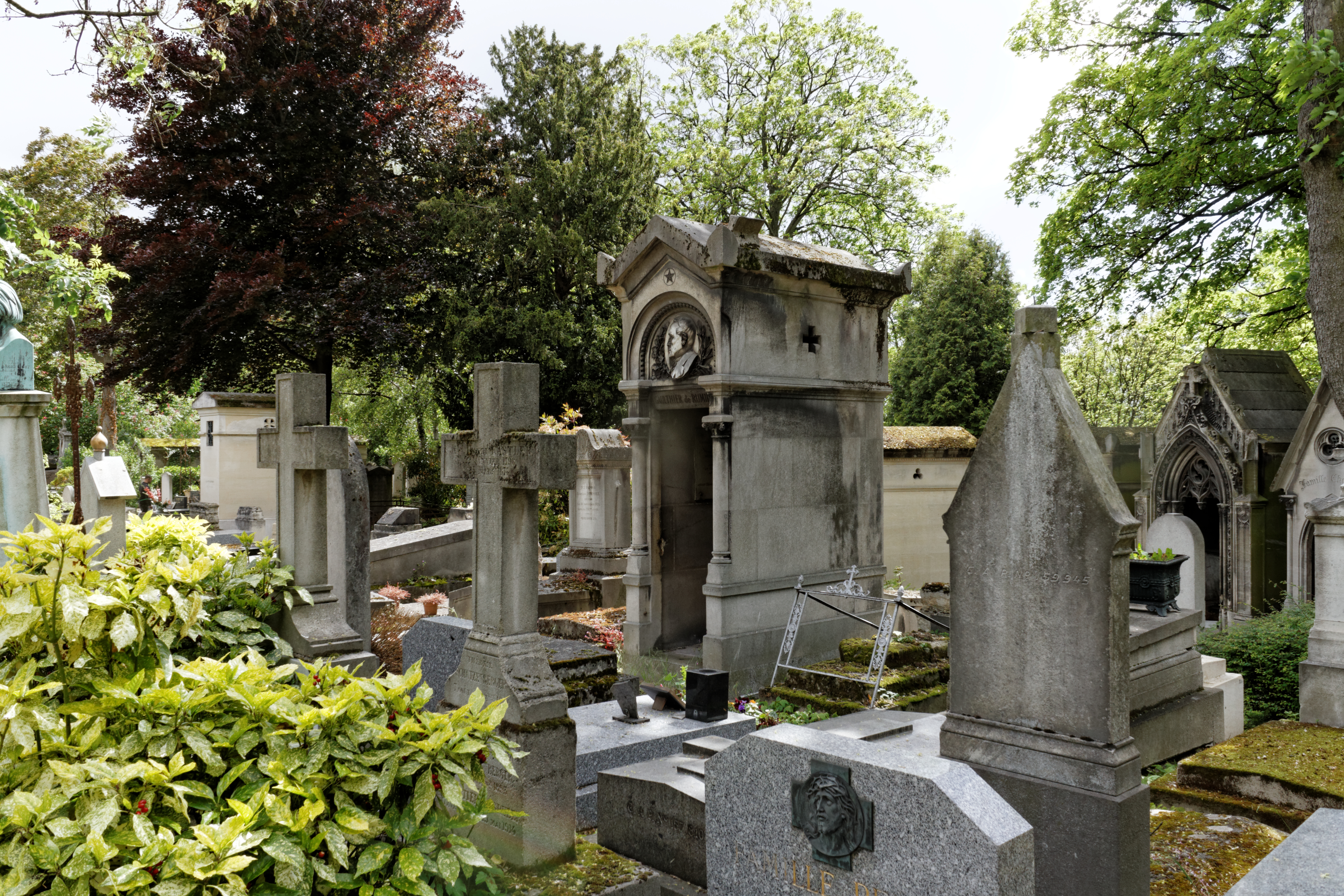
Tombe au cimetière du Père-Lachaise.

#### Sénateur inamovilble de la IIIe République
Gauthier de Rumilly rentra dans la lutte aux élections du 8 février 1871, fut nommé représentant de la Somme à l'Assemblée nationale et ce fut lui qui présida, comme doyen d'âge, la première séance tenue à Bordeaux.
Le 13 décembre 1875, il fut élu par des collègues de l'Assemblée, sénateur inamovible. Gauthier de Rumilly se retrouva le membre le plus âgé de la Chambre haute, et il occupa le fauteuil, à ce titre, le jour de la première réunion du Sénat. Il présida ainsi à la constitution du bureau provisoire et à la transmission des pouvoirs législatifs, et prononça dans cette circonstance une allocution empreinte d'un vif sentiment patriotique et qui fut très applaudie.
Il est inhumé au cimetière du Père-Lachaise (49e division).

## Hommage posthume
- Une rue d'Amiens, dans le quartier Henriville porte son nom.